# Panzer III
El Panzerkampfwagen III (PzKpfw III), més conegut com a Panzer III, va ser un tanc desenvolupat en els anys 1930 per a l'Alemanya Nazi i utilitzat durant la Segona Guerra Mundial. Estava dissenyat per combatre contra d'altres vehicles blindats de combat al costat del tanc de suport d'infanteria Panzer IV. Tanmateix, el Panzer III va quedar obsolet ràpidament i va ser substituït pel Panzer IV en la majoria de les seves tasques, encara que va continuar com a suport d'infanteria fins al final de la guerra.

## Història
L'11 de gener de 1934, seguint les especificacions de Heinz Guderian, el Departament d'Armament de l'Exèrcit va elaborar els plans per a un tanc mitjà amb un pes màxim de 24 tones i una velocitat màxima de 35 km/h. El Panzer III es va dissenyar per ser l'eix principal de les Divisions Panzer, capaç d'enfrontar-se i destruir les forces blindades enemigues.
Daimler-Benz, Krupp, MAN i Rheinmetall van desenvolupar tots els prototips, entrant a la fase de proves el 1936 i 1937; el disseny de Daimler-Benz va ser escollit per a la seva producció. El primer Panzer III Ausf. A va sortir de la cadena de muntatge el maig de 1937, i aquell any se'n van fabricar un total de deu unitats, dues d'elles sense armament instal·lat. La producció en massa va començar amb el model F l'any 1939.
Entre 1937 i 1940 es van realitzar intents de crear peces comunes entre el Panzer IV de Krupp i el Panzer III de Daimler-Benz. Un dels treballs principals en el disseny del Panzer III va ser la recerca d'una suspensió eficient. Es van intentar diversos tipus de ressorts de làmines entre els models A al D, fins que es va canviar a una suspensió de  barres de torsió en el model E. El Panzer III, juntament amb el tanc pesant soviètic KV-1, va ser un dels primers blindats a fer servir aquesta suspensió.
El Panzer III va demostrar ser inferior en potència de foc al T-34 soviètic, i va ser substituït pel Panzer IV que portava un canó ràpid de 75 mm. El 1942, el model N del Panzer III incorporava un canó L/24 de 75 mm, però era de velocitat lenta per a suport i contra infanteria.

## Blindatge

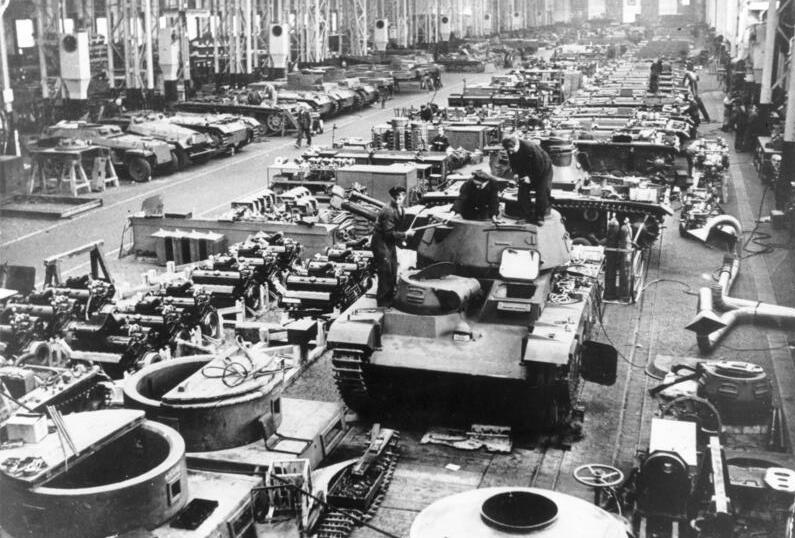
Una fàbrica alemanya de Panzer III l'any 1940.

Des del model A al C, el Panzer III tenia un blindatge homogeni d'acer lleugerament inclinat de 15 mil·límetres a tots els costats, 10 mm a la part superior i 5 mm a la inferior. Aquest blindatge va arribar a ser escàs, i es va augmentar a 30 mm en els models D al F; al model H se li va afegir una segona capa de 30 mm d'acer reforçat a la part davantera i posterior de la barcassa. El model J portava una planxa sòlida de 50 mm a la part frontal i posterior, mentre que els models de la L al N tenien una capa addicional de 20 mm a la part frontal del buc.
Aquest blindatge addicional significava que els Panzer III eren invulnerables a la majoria dels canons antitancs britànics i russos dels anys 1941 i 1942, sacrificant en gran part mobilitat, tot i que únicament estaven fora de perill en la part frontal, ja que els laterals continuaven sent vulnerables a la majoria de les armes enemigues incloent els fusells antitancs.
La protecció posterior particularment gran del Panzer III era una càrrega, ja que es feia servir poc en combat. Encara que cap a 1939 diversos dissenys de tancs tenien un blindatge pesant a la part posterior, la tendència durant la guerra va ser de reduir al mínim la protecció als laterals i la part posterior per concentrar-la al quadrant frontal, que era el que estava més exposat als atacs.

## Armament

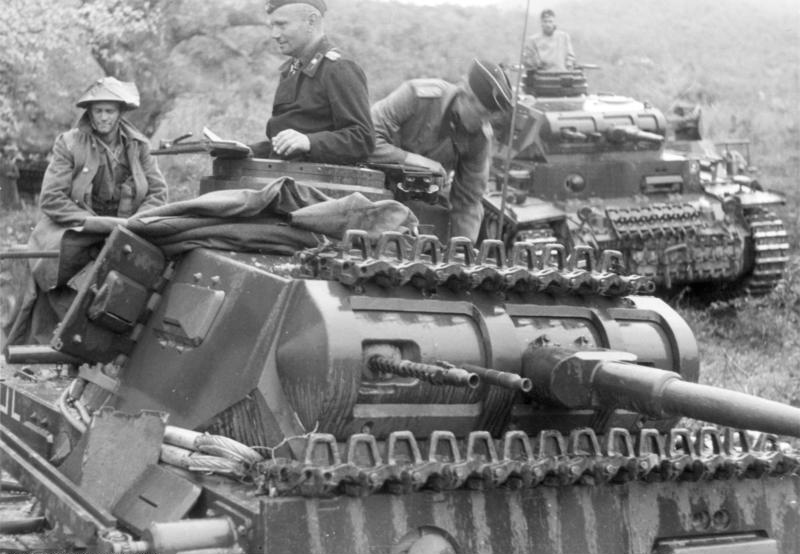
Detall de la torreta d'un Panzerbefehlswagen (tanc de comandament) III Ausf. E o F a Grècia, equipat amb un canó de 37 mm i dues metralladores coaxials l'any 1941.

El Panzer III estava dissenyat per enfrontar-se a tancs i es va pensar a fer servir un canó ràpid de 50 mm per aquesta tasca. Tanmateix, la infanteria estava sent equipada amb un canó antitancs Pak de 37 mm, i amb l'interès de crear un estàndard els tancs havien de portar la mateixa arma. No obstant això, es va decidir ampliar la mida de la torreta per equipar-la amb un canó de 50 mm si fos necessari en un futur; aquesta decisió va prolongar la vida útil del Panzer III a l'exèrcit alemany.
Els primers models (de l'Ausf. A a l'Ausf. E, i alguns Ausf. F) estaven equipats amb un canó curt de 37 mm que va ser satisfactoris durant les campanyes de 1939 i 1940, malgrat els problemes que van trobar al lluitar contra els tancs d'infanteria britànics (Matilda i Churchill majoritàriament), però els models posteriors (de l'Ausf. F a l'Ausf. M) van ser actualitzats amb els canons de 50 mm Kwk38 L/42 o KwK39 L/60 com a resposta a l'increment de blindatge i armament dels enemics blindats, en especial, els tancs soviètics.
Cap al 1942, el Panzer III es considerava obsolet com a tanc principal, encara que es va continuar la seva producció com a vehicle de suport. El model N portava un canó lent Kwk37 L/24 de 75 mm, el mateix tipus que utilitzaven els primers models del Panzer IV. Aquest tanc va ser utilitzat com a substitut del canó d'assalt StuG III, que es va usar principalment com a caçatancs. Això es deu als problemes a l'hora de muntar un canó més potent, que el Panzer III no admetia, però sí el seu germà més gran, el Panzer IV, amb el qual va intercanviar rols de suport antitancs.
Tots els models, fins i tot l'Ausf. F, tenien dues metralladores de 7,92 mm muntades coaxialment amb el canó principal, i una altra metralladora de 7,92 mm a la barcassa. Els models següents, a partir de l'Ausf. G, eliminaven una de les dues metralladores de la torreta.

## Mobilitat
Els models de l'A al C del Panzer III tenien un motor Maybach HL 108 TR de dotze cilindres amb una potència de 230 CV, que impulsava el tanc fins als 32 km/h amb una autonomia de 150 km. Els models posteriors utilitzaven un Maybach HL 120 TRM que generava 320 CV. La velocitat màxima variava entre models, depenent de la transmissió, blindatge i armament, encara que se situava als voltants dels 40 km/h amb una autonomia d'uns 150 km.
Els soviètics van fer proves de velocitat amb el Panzer III, arribant a assolir més de 50 km/h i en emprar un motor a gasolina, el soroll era molt menor que el dels blindats soviètics. Tanmateix, tot això no era suficient perquè el 1943 fos competitiu com a vehicle antitanc, la tasca per la qual havia estat dissenyat en un principi.

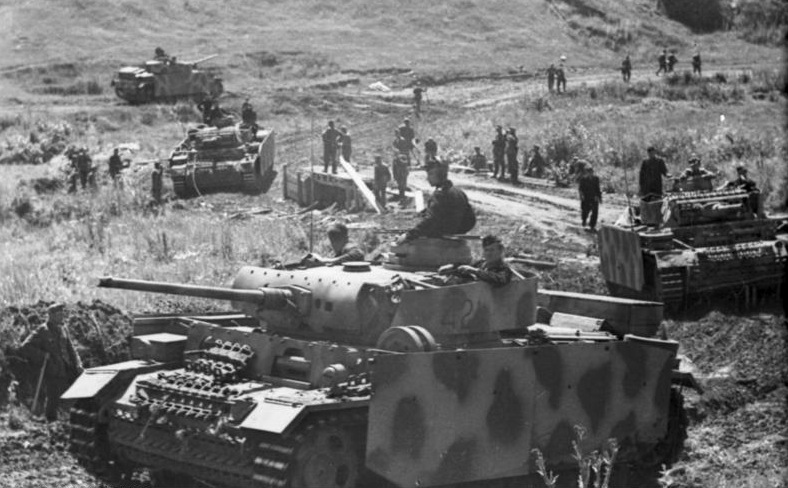
Un grup de Panzer III, Unió Soviètica endins, equipats amb blindatge espaiat, Schürzen.

## Combat
El Panzer III va ser utilitzat durant les campanyes contra Polònia, França, Grècia, Iugoslàvia, la Unió Soviètica i en el Nord de l'Àfrica. Alguns es van continuar usant a Normandia i Arnhem el 1944.
A les campanyes polonesa i francesa, el Panzer III era un petita part de les forces blindades alemanyes. Durant la invasió de Polònia només es disposava d'uns centenars de Panzer III dels models A al F, la majoria armats amb canons de 37 mm. Durant la campanya Francesa la Wehrmacht comptava amb 349 Panzer III operacionals. En aquell moment era el millor tanc mitjà disponible pels alemanys i superava la majoria dels seus oponents com el 7TP polonès, els tancs lleugers francesos R 35 i H 35, i el tanc de cavalleria Somua S-35.
En l'època en què els alemanys van envair la Unió Soviètica, el Panzer III era el tanc alemany més nombrós. La majoria dels tancs disponibles tenien el canó de 50 mm Tanmateix, el Panzer III era inferior als tancs soviètics T-34 i KV, el 92% dels carros soviètics eren vells tancs de la sèrie BT i T-26 en mal estat. Les millors tàctiques alemanyes, entrenament de la tripulació, falta de municions al bàndol soviètic i ergonomia del Panzer III va contribuir a tenir una proporció de baixes a favor de 6 a 1 al 1941.
Amb l'aparició del T-34, va ser prioritari el rearmament dels Panzer III amb un canó més poderós de 50 mm: els models J i L tenien un canó més llarg i un millor blindatge. Aquestes versions van aparèixer entre 1942 i 1943. A més, per defensar-se dels rifles antitanc soviètics, el 1943 el model M va començar a utilitzar blindatge espaiat, Schürzen, a la torreta i el buc. Va ser en aquella època que el Panzer III va començar a ser relegat a tasques secundàries, sent reemplaçat pel Panzer IV i el Panther. L'última versió, el model N, estava armada amb un canó obús curt de 75 mm per a suport d'infanteria.
El Panzer III era bo encara que no sobresortia en blindatge, armament i mobilitat. El disseny de la torreta de tres membres, artiller, carregador i comandant, era eficient deixant el comandant lliure per concentrar-se a les seves tasques de coordinació i direcció. Aquesta característica ja hi era en altres tancs, però la majoria dels blindats tenien menys de tres tripulants a la torreta, la qual cosa reduïa la capacitat de combat del tanc. A més, el xassís del Panzer III va ser utilitzats com base pel Sturmgeschütz III, un dels canons autopropulsats més importants de la guerra i el més construït.

## Variants

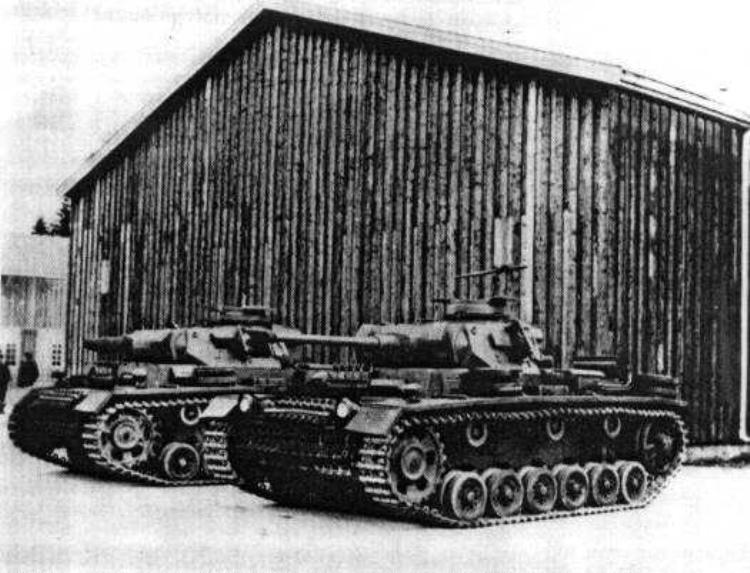
Panzer III utilitzats pels noruecs després de la guerra

El terme alemany Ausf. significa "model".
- Panzer III Ausf. A, B, C i D: models de preproducció entre 1937 i 1938. Se'n van fabricar 75 unitats.
- Panzer III Ausf. E, F: models de producció de 1939 i 1940. Armats amb un canó de 37 mm. Se'n van fabricar 531 unitats.
- Panzer III Ausf. G: amb major blindatge i mantellet al canó. Armat amb un canó de 50 mm L/42. Se'n van fabricar 600 unitats el 1940 i 1941.
- Panzer III Ausf. H: modificacions menors, més una planxa de blindatge reblada a la part frontal. Se'n van fabricar 308 unitats el 1940 i 1941.
- Panzer III Ausf. J: amb un buc de major longitud, i el blindatge modificat de nou a una única planxa de 50 mm. Se'n van fabricar 482 unitats l'any 1941.
- Panzer III Ausf. J/1: utilitzava un canó més llarg i efectiu de 50 mm L/60. Se'n van fabricar 1.067 unitats entre la fi de 1941 i mitjan 1942.
- Panzer III Ausf. L: amb blindatge de 50 mm més una planxa de 20 mm. Se'n van fabricar 653 unitats el 1942.
- Panzer III Ausf. M: modificacions menors. Se'n van fabricar 250 unitats el 1942 i 1943.
- Panzer III Ausf. N: armat amb un canó de 75 mm L/24. 700 unitats dels models J, L i M van ser reequipats el 1942 i el 1943.

## Dissenys basats en el xassís

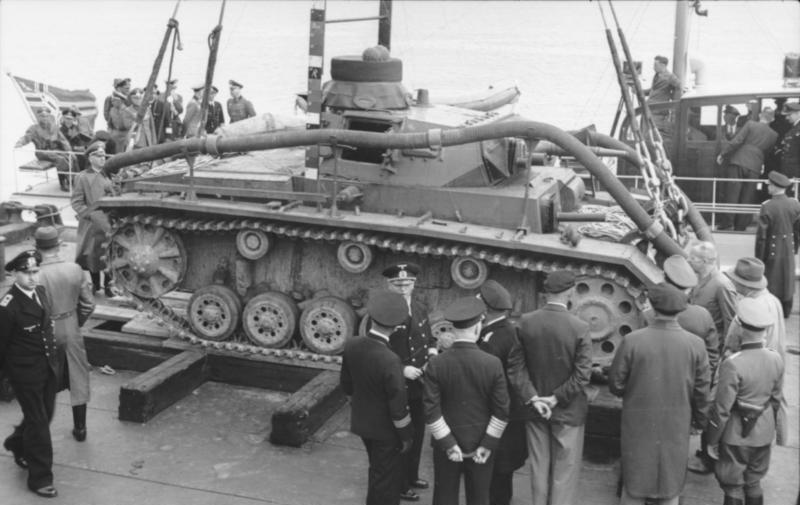
Panzer III adaptat per a l'operació Lleó Marí

- Tauchpanzer III: alguns tancs van ser habilitats per submergir-se durant l'Operació Lleó Marí.
- Panzerbefehlswagen II: tanc de comandament, amb més blindatge i radis de més llarg abast.
- Artillerie-Panzerbeobachtungswagen III: tanc d'observació d'artilleria. Se'n van fabricar 262 unitats.
- Flammpanzer III Ausf M/Panzer III (F1): tanc llançaflames. S'hi van convertir 100 unitats de l'Ausf. M.
- Bergepanzer III: el 1944, la majoria dels Panzer III supervivents van ser convertits en vehicles blindats de recuperació.
- Sturmgeschütz III: canó d'assalt amb un StuK de 75 mm.

El canó autopropulsat soviètic SEU-SU-76i estava basat en els Panzer III capturats i el xassís del StuG III. Es van convertir uns 1,200 vehicles, que estaven armats amb un canó de 76,2 mm ZiS-5.

### En anglès
- Panzerkampfwagen III a Achtung Panzer!.
- Panzerkampfwagen III "Zugführerwagen" a Panzerworld.
- Panzerkampfwagen III a AFV.
- Germany's Panzerkampfwagen III, SdKfz 141. a World War II Vehicles.

### En castellà
- Panzerkampfwagen III (Sd.Kfz.141) Arxivat 2005-03-12 a Wayback Machine..